# Corriere Padano
Il Corriere Padano fu un quotidiano fondato a Ferrara da Italo Balbo. Fu pubblicato dal 1925 al 1945.

## Storia
Il quotidiano fu fondato da Italo Balbo, gerarca fascista ferrarese, nell'aprile 1925. Ebbe sede in un palazzo del centrale viale Cavour. Balbo ne fu anche il direttore per i primi mesi, mentre il redattore capo fu Nello Quilici, giornalista proveniente dal Corriere Italiano. In novembre Balbo, nominato sottosegretario all'Economia Nazionale, lasciò Ferrara e offrì la direzione a Quilici. Tra Balbo e Quilici si stabilì un sodalizio professionale che durò fino alla morte, avvenuta sullo stesso aeroplano nel cielo di Tobruch (Libia) il 28 giugno 1940.
Quilici trasformò il Corriere Padano da foglio politico a strumento d'informazione culturale, raccogliendo nelle sue pagine firme di grande valore. In pochi anni le vendite salirono dalle iniziali 3.000 a 40.000 copie giornaliere. Il 9 maggio 1927 fu inaugurata l'edizione del lunedì; nel 1928 fu assorbita la concorrente Gazzetta Ferrarese. Nel 1931 aveva cinque redazioni (Ferrara, Ravenna, Forlì, Faenza e Verona) più un ufficio di corrispondenza a Roma.
Le pagine culturali furono dirette da Giuseppe Ravegnani dal 1929 al 1943. La terza pagina del Corriere Padano si distinse per i contributi aperti a tutte le correnti culturali. Vi scrissero autori noti come Ernesto Buonaiuti, Giovanni Papini e Julius Evola e cominciarono a scrivere sul Corriere anche future celebrità come Giorgio Bassani, Luigi Preti e Michelangelo Antonioni.
Il «Corriere» si pose all'avanguardia nel dibattito sul romanzo, con inchieste (ampia quella del 1932), recensioni di giovani autori italiani (fra i quali emergono Moravia e Vittorini) e degli autori europei ed americani (tra cui Joyce, Kafka, Dos Passos e Joseph Roth).

Sul versante poetico, il «Corriere» puntò ad individuare nuove tendenze. Gli autori privilegiati furono Ungaretti, Quasimodo e gli ermetici. Ma anche Umberto Saba venne seguito con attenzione, mentre Montale si impose in un secondo momento.
Proprio sulle pagine del quotidiano ferrarese, Giovanni Titta Rosa propose per Giulio De Benedetti la definizione di “critica psicologica integrale” recensendo i suoi Saggi critici.
La pagina dell'arte era coordinata dalla moglie del direttore, la pittrice Mimì Buzzacchi, che coinvolgeva per la stesura degli articoli una serie di artisti colti: tra questi vi furono Filippo de Pisis, Corrado Padovani, Giuseppe Marchiori, Italo Cinti e Anacleto Margotti
Tra il 26 agosto e il 28 novembre 1943 le pubblicazioni furono interrotte.
Ripresero dopo la fondazione della Repubblica Sociale. 
Le pubblicazioni cessarono definitivamente nell'aprile 1945, con l'arrivo a Ferrara delle truppe anglo-americane. Il giornale fu chiuso dall'«Allied Publication Board» anglo-americano. Macchinari e maestranze furono prese in gestione dal Comitato di Liberazione Nazionale di Ferrara, che fondò il «Corriere del Po» (1946-1948).

### Autori pubblicati
Narratori
Arrigo Benedetti,
Massimo Bontempelli,
Vitaliano Brancati,
Giovanni Comisso,
Curzio Malaparte,
Filippo de Pisis,
Guido Piovene,
Alberto Savinio,
Mario Soldati,
Federigo Tozzi,
Luchino Visconti,
Elio Vittorini.
Poeti
Attilio Bertolucci,
Libero Bigiaretti, 
Vincenzo Cardarelli,
Corrado Govoni,
Eugenio Montale,
Marino Moretti,
Salvatore Quasimodo,
Giuseppe Ungaretti.

## Direttori
- Italo Balbo (aprile-novembre 1925)
- Nello Quilici (novembre 1925-28 giugno 1940)
- Giuseppe Ravegnani (luglio 1940-1942)
- Ezio Camuncoli (1942-1943)
- Le pubblicazioni furono sospese tra il 26 agosto e il 3 novembre 1943
- Michele Campana (1943-20 aprile 1945)[9] (sotto il regime della Repubblica Sociale Italiana)